# Douglas Gairdner
Douglas Gairdner (19 novembre 1910 – 10 maggio 1992) è stato un pediatra e ricercatore scozzese, pioniere della neonatologia.
Gairdner è noto principalmente per una serie di studi di ricerca in neonatologia in un momento in cui tale argomento iniziava il suo sviluppo. Per lungo tempo si è dedicato a curare pubblicazioni inerenti ai progressi nel campo della pediatria. Per 15 anni ha diretto l'Archives of Disease in Childhood trasformandolo in una rivista internazionale di fama con i suoi standard esemplari di contenuto e presentazione.